# Ingmar Relling
Ingmar Anton Relling (* 8. April 1920; † 9. April 2002) war ein norwegischer Architekt und Designer. Sein bekanntestes Werk ist der Sessel „Siesta“, den er 1965 mit seinem Sohn Knut Relling entwarf.
Der Sessel wurde über 1.000.000 Mal in ca. 50 Ländern verkauft und gilt als wichtiger Vertreter skandinavischen Designs. Er wurde von der dänischen Presse als Antwort auf Hans Wegner interpretiert und öffnete nach Meinung von J. P. Ekornes und I. Langlo Norwegen den internationalen Möbelmarkt.
1995 gab es eine nummerierte Sonderauflage von 150 Stück.

## Auszeichnungen
- Industrial Design Prize, Oslo
- Prize for Good Norwegian Design, Oslo
- Erster Wiener Internationaler Möbelsalon, Wien
- Showpiece of the Year, Earl’s Court, London
- Jakobs Prize, Norsk Form, Oslo
- Classic Prize, Norwegian Design Council, Oslo

## Der „Siesta“ in Museen
- Röhsska Museet, Göteborg
- Victoria & Albert Museum, London
- National Gallery of Victoria, Melbourne (s. engl. Wikipedia)
- Die Neue Sammlung, München
- GRASSI Museum für Angewandte Kunst, Leipzig
- Cooper-Hewitt Museum, New York, (zugehörig zum Smithsonian Institution)
- The National Design Museum, New York, (zugehörig zum Smithsonian Institution)
- Smithsonian Institution, New York
- Nationalmuseum Oslo, Oslo

## Nominierungen
- Interior Innovation Award Cologne 2006 - by the German Design Council